# Holocausto (serie de televisión)
Holocausto es una miniserie de televisión de 4 episodios, emitida en 1978 en la cadena norteamericana NBC.

## Argumento
Narra la historia del Holocausto desde la perspectiva de los Weiss, una familia de judíos alemanes así como desde la perspectiva de la familia Dorf, uno de cuyos miembros, Erik, termina convirtiéndose en oficial de las SS.
La familia Weiss está integrada por el médico cirujano Dr. Josef Weiss; la madre (pianista de talento), Berta Weiss; sus hijos, Karl Weiss, un artista (pintor) casado con una mujer alemana y cristiana llamada Inga Helms-Weiss (Meryl Streep); Rudi Weiss, un jugador de fútbol rebelde e independiente y Anna Weiss, la hija menor, también pianista. A lo largo de la serie, cada uno de los miembros de la familia experimentará los horrores del holocausto, y un terrible final, con la excepción de Inga y Rudy.
Anna Weiss, traumatizada tras ser violada por agentes de las SA, es ejecutada con monóxido de carbono junto a otros enfermos de diversas dolencias mentales y psicológicas, de acuerdo a la política de "eugenesia" aplicada en la Alemania hitleriana de fines de los años 30 del siglo XX. A los familiares les habían dicho que sería ingresada a un sanatorio. Luego fueron informados por escrito que su muerte se debió a neumonía.
Rudi Weiss, el más rebelde de la familia, se escapa de su casa una madrugada, y tras largo periplo lleno de aventuras, consigue sobrevivir como guerrillero, aunque no así su esposa checa, Helena Slomova, quien muere en un enfrentamiento a tiros con soldados nazis. Creyéndola aún viva, trata de reanimarla, pero es apaleado, capturado e internado en el campo de concentración de Sobibor del cual escapa espectacularmente.
El Dr. Josef Weiss es enviado a Auschwitz junto con su mujer y terminan en la cámara de gas.
Karl Weiss, tras pasar por varios campos de concentración, muere en Auschwitz horas antes de que el campo fuese liberado, a causa de hambre y por las secuelas de las torturas a las que fue sometido en Theresienstadt. Estando allí logró hacer muchas pinturas con carbón que sobrevivieron.
Inga sacrifica su libertad para unirse a Karl en Theresienstadt donde le han encargado que se ocupe de las actividades artísticas. De forma desesperada, persigue a Karl por varios campos de concentración, como Buchenwald, Inga solo consigue que le entreguen las cartas de él si consiente mantener relaciones sexuales con un sargento de las SS. Cuando ambos se reúnen en Theresienstadt, ella queda embarazada.
Erik Dorf, un abogado de Berlín, es otro de los personajes importantes. Al no encontrar trabajo, a instancias de su mujer se afilia a las SS y se transforma de un hombre decente y honrado en un asesino sin escrúpulos al mando de las operaciones de gaseado en los campos de exterminio. Sufre una crisis de conciencia a mitad de la guerra, pero su esposa nuevamente lo insta a seguir adelante. Al finalizar la guerra es capturado por el ejército estadounidense y termina quitándose la vida antes de ser sometido a juicio, ingiriendo una cápsula de ácido prúsico oculta en el pliegue interno del tobillo del pantalón, en un descuido del oficial estadounidense que lo interrogaba.
La serie finaliza con imágenes de Rudi jugando al fútbol con niños griegos huérfanos en un ya liberado Theresienstadt.

## Reparto
- Fritz Weaver: Josef Weiss
- Rosemary Harris: Berta Palitz-Weiss
- James Woods: Karl Weiss
- Meryl Streep: Inga Helms-Weiss
- Joseph Bottoms: Rudi Weiss
- Michael Moriarty: Erik Dorf
- Ian Holm: Heinrich Himmler
- Sam Wanamaker: Moses Weiss
- Blanche Baker: Anna Weiss
- David Warner: Reinhard Heydrich
- Tovah Feldshuh: Helena Slomova
- Tom Bell: Adolf Eichmann
- Hans Meyer: Ernst Kaltenbrunner
- David Daker: Rudolf Höss
- John Rees: Artur Nebe
- John Bailey: Hans Frank
- Anthony Haygarth: Heinrich Müller
- Murray Salem: Mordechaj Anielewicz
- Lee Montague: Oncle Sacha
- Robert Stephens: Kurt Dorf
- Deborah Norton: Martha Dorf
- George Rose: Monsieur Levy
- Käte Jaenicke: Madame Levy
- Michael Beck: Hans Helms
- Jeremy Levy: Aaron
- T. P. McKenna: Paul Blobel
- Nigel Hawthorne: Otto Ohlendorf
- Sean Arnold: Hermann Höfle
- Erwin Steinhauer: typiste de Buchenwald
- Llewellyn Rees: Père Bernhard Lichtenberg

## Repercusiones
Holocausto se emitió en cuatro capítulos entre el 16 y el 19 de abril de 1978, y alcanzó una enorme popularidad, alcanzando una cuota de pantalla del 49%. También fue seguida con mucho interés en Europa, especialmente en la República Federal de Alemania, donde se emitió en enero de 1979.
La serie dio lugar a una controversia, al ser acusada de trivializar el Holocausto.  
A principios de los 80, Televisión Nacional de Chile compra la serie, sin embargo, esta es guardada en la videoteca del Canal y finalmente es emitida en 1990, tras la Llegada de la Democracia. La censura a la serie por parte de las autoridades de la dictadura cívico-militar fue la razón por la que Antonio Vodanovic, entonces gerente de programación y producción de TVN renunciara al cargo.

## Premios
Holocausto consiguió el Premio Emmy a la mejor serie además de otros tantos para Streep, Moriarty, Blanche Baker, Chomsky y Green.

## Locaciones
La serie se rodó en Austria y Berlín Occidental.

## La serie en España
La serie en España se emitió entre el 22 y el 29 de junio de 1979, alcanzando, al igual que en otros países, una enorme repercusión, haciéndose con el TP de Oro a la mejor serie extranjera. El reparto de doblaje fue el siguiente:
- Vicente Vega - Löwy
- José María Cordero - Tío Kurt Dorf
- Francisco Arenzana - Moisés Weiss
- Simón Ramírez - Reinhard Heydrich
- Santos Paniagua - Hans Frank
- Manuel Peiró - Hans Helms
- José Yepes - Dr. Heintzen
- Luis Marín - Hombre de inmigración
- Manuel de Juan - Rabbí Karsh
- Rafael Arcos - Señor Helms
- Juan Caraballo - Policía de la Gestapo
- Eduardo Calvo - Dr. Kohn
- Julio Núñez - Zalman
- Ana Díaz Plana - Señora Palitz
- Luis Marín - Guardia fronterizo
- Francisco Sanz - Padre Lichtenberg
- Pedro Sempson - Weinberg